# 콜롱베레되제글리즈
콜롱베레되제글리즈 (Colombey-les-Deux-Églises, IPA: [kɔlɔ̃bɛ le døz‿eɡliz])는 프랑스 북동쪽 오트마른 주에 위치한 코뮌이다.
콜롱베레되제글리즈는 행정적으로 1793년에 만들어졌다.

## 샤를 드 골

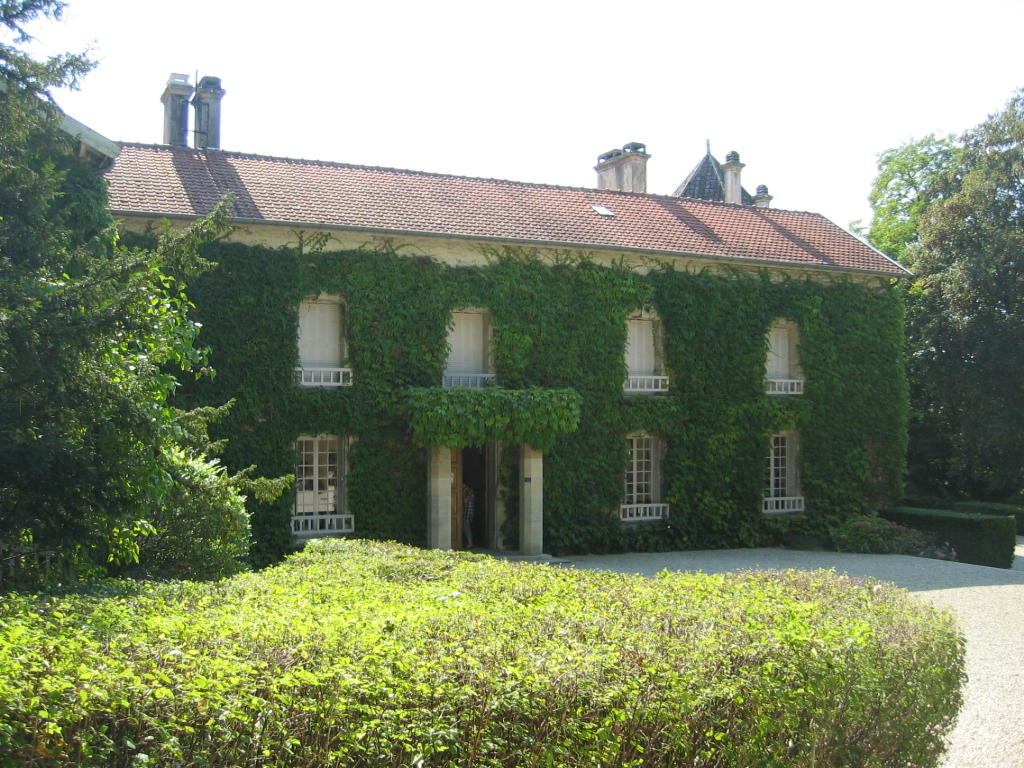
콜롱베레되제글리즈에 있는 샤를 드 골의 생가

콜롱베레되제글리즈는 20세기의 군인이자 정치가인 샤를 드 골의 생가와 매장지가 위치한 곳으로 널리 명성을 얻었다. 샤를 드 골은 1934년 콜롱베레되제글리즈의 남서쪽 가장자리에 상당한 부동산을 구입했다. 샤를 드 골은 정치적 위기가 있을 때마다 콜롱베레되제글리즈로 물러나 있었다. 1946년 프랑스 제4공화국이 들어섰을 때도 콜롱베레되제글리즈에 물러나 있었고, 알제리 전쟁의 여파로 제4공화국이 무너지고 드 골이 프랑스 제5공화국의 대통령이 되기 전까지의 기간인 1953년부터 1958년 사이에도 콜롱베레되제글리즈에 물러나 있었다. 드 골은 1969년 대통령직을 사임하고, 콜롱베레되제글리즈에 마지막으로 물러난 걸 끝으로, 이듬해인 1970년 사망했다. "콜롱베"는 정치인이 국가의 부름을 받기 전까지 정치 생활에서 일시적으로 물러남을 뜻하는 정치적 은유로 널리 사용되었다.
샤를 드 골은 1970년 콜롱베레되제글리즈에 있는 묘지에 묻혔다. 드 골의 묘비명에는 그가 죽기 18년 전인 1952년에 자신이 직접 작성한 유서에 따라 화려한 미사여구나 설명없이 "샤를 드 골 1890-1970"이라는 글만 새겨져 있다. 콜롱베레되제글리즈의 서쪽 출구에는 44.3 m 높이의 로렌 십자가가 세워져 있는데, 이는 제2차 세계 대전 당시에 자유 프랑스의 사령관으로서 뛰어난 역할을 했던 샤를 드 골을 기념하기 위한 것으로 1972년에 세워졌다. 2008년 10월 샤를 드 골 기념 박물관이 건립되었는데, 니콜라 사르코지 프랑스 대통령과 앙겔라 메르켈 독일 총리가 기념관 개관식에 참석하였다. 이러한 프랑스와 독일 양국 정상의 만남은 제2차 세계 대전 이후 독일과 프랑스의 화해의 일환으로 1958년 9월 14일 샤를 드 골과 콘라트 아데나워가 콜롱베레되제글리즈에서 회담한 지 50주년이 되는 것을 기념하기 위한 것이었다.

## 갤러리

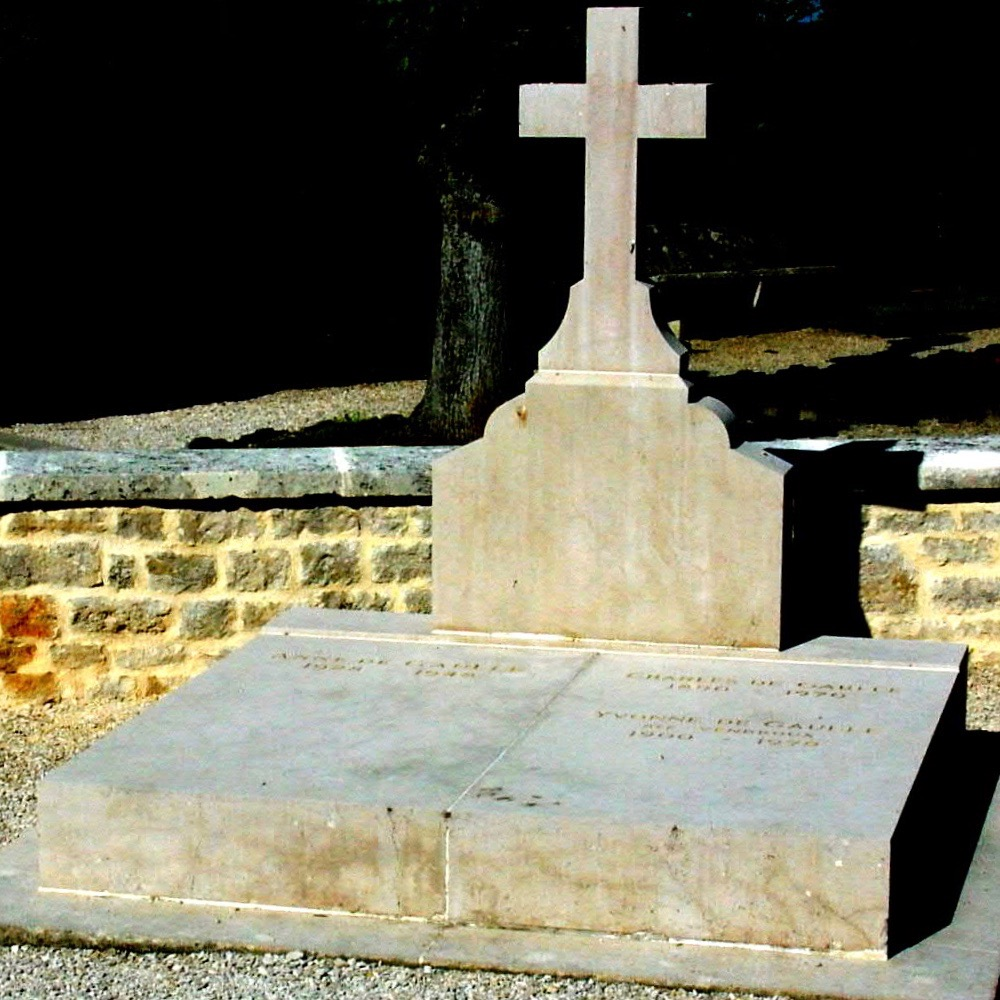
샤를 드 골 묘비
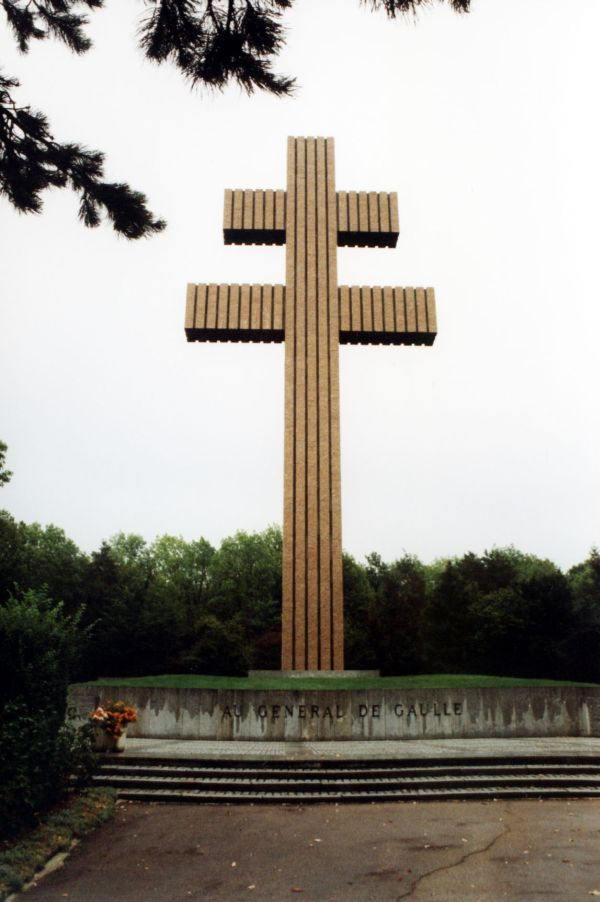
샤를 드 골을 기념하기 위해 세워진 44.3 m 높이의 로렌 십자가
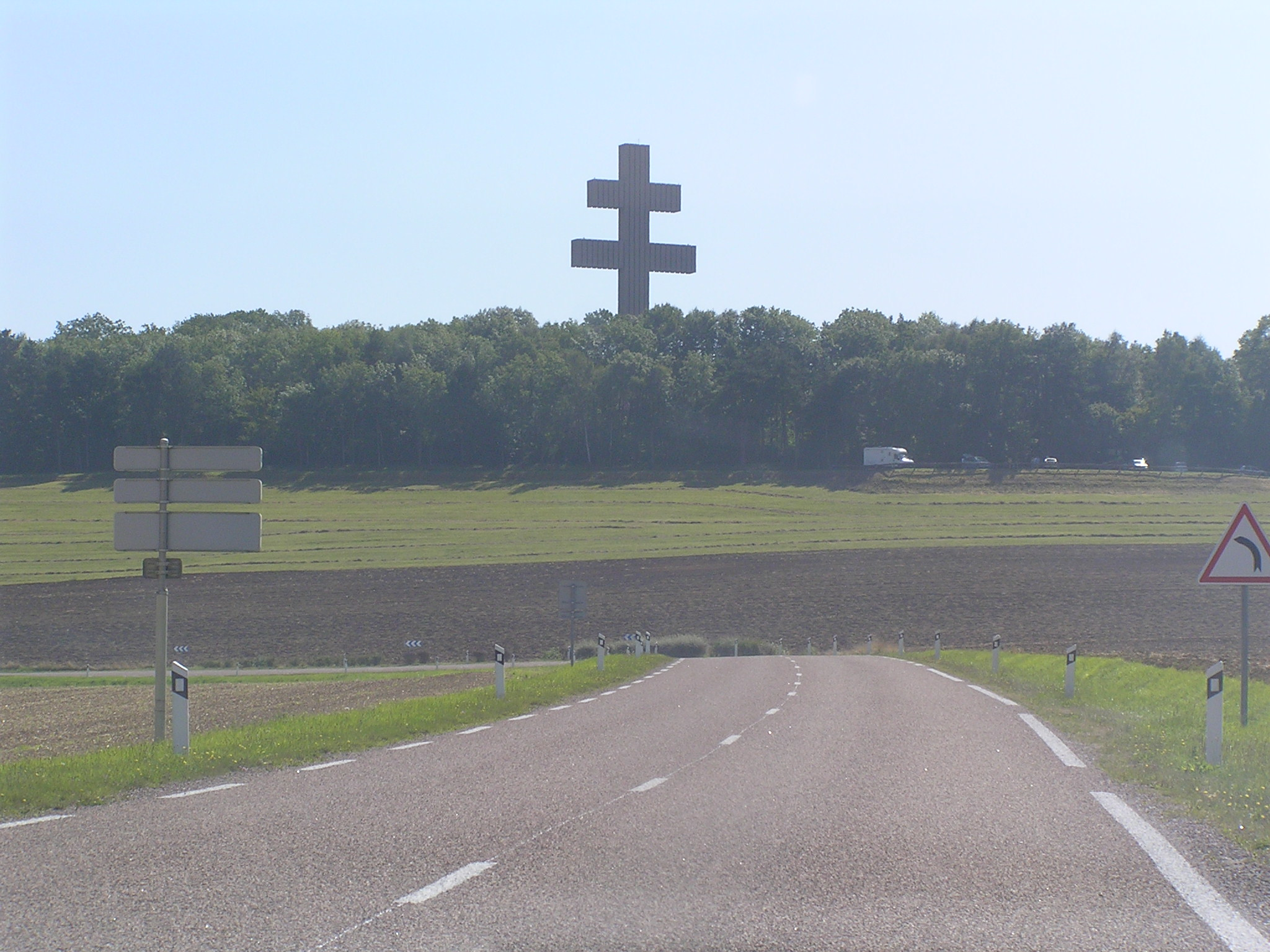
마을 어귀에 세워진 로렌 십자가
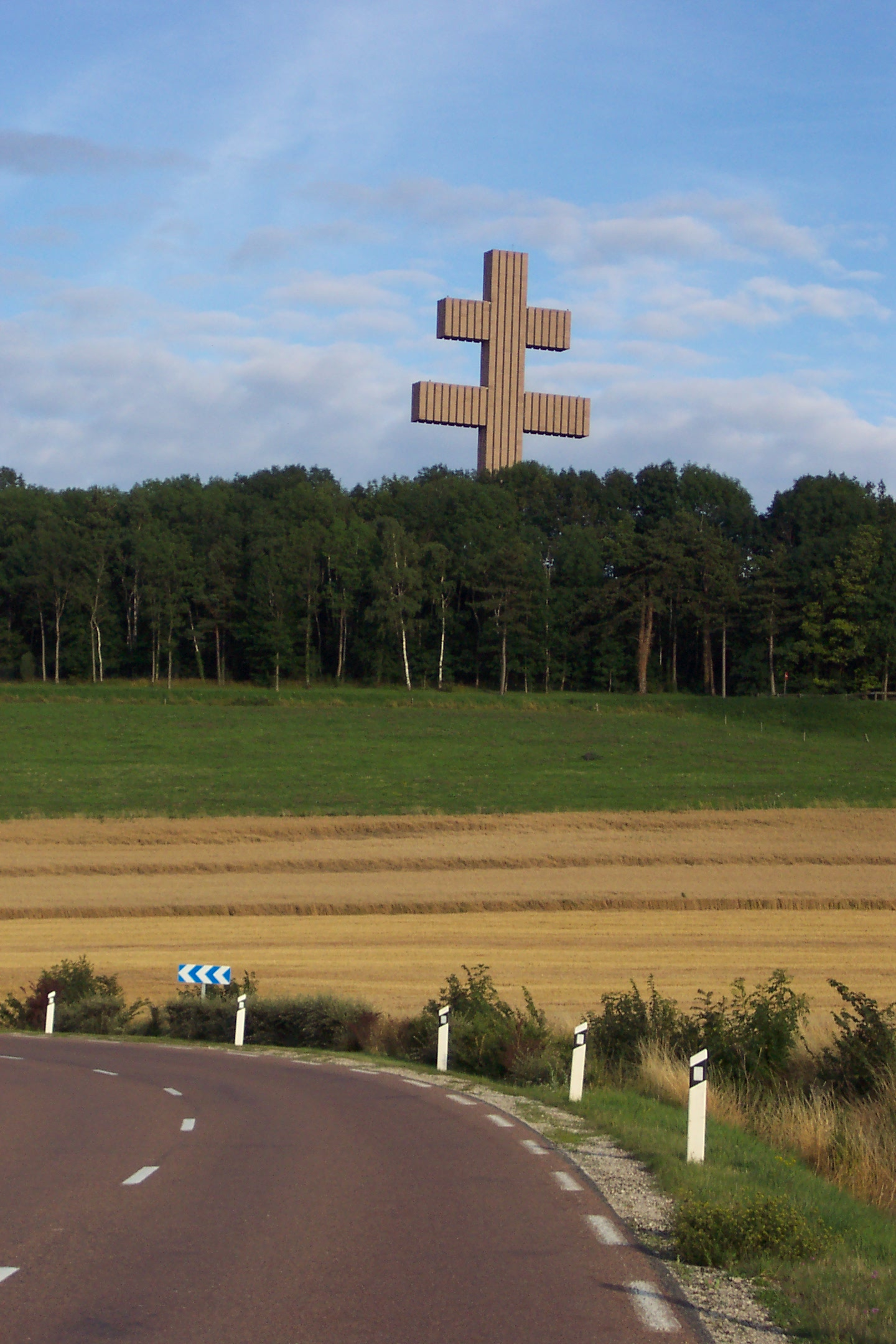
콜롱베레되제글리즈 서쪽에 세워진 로렌 십자가
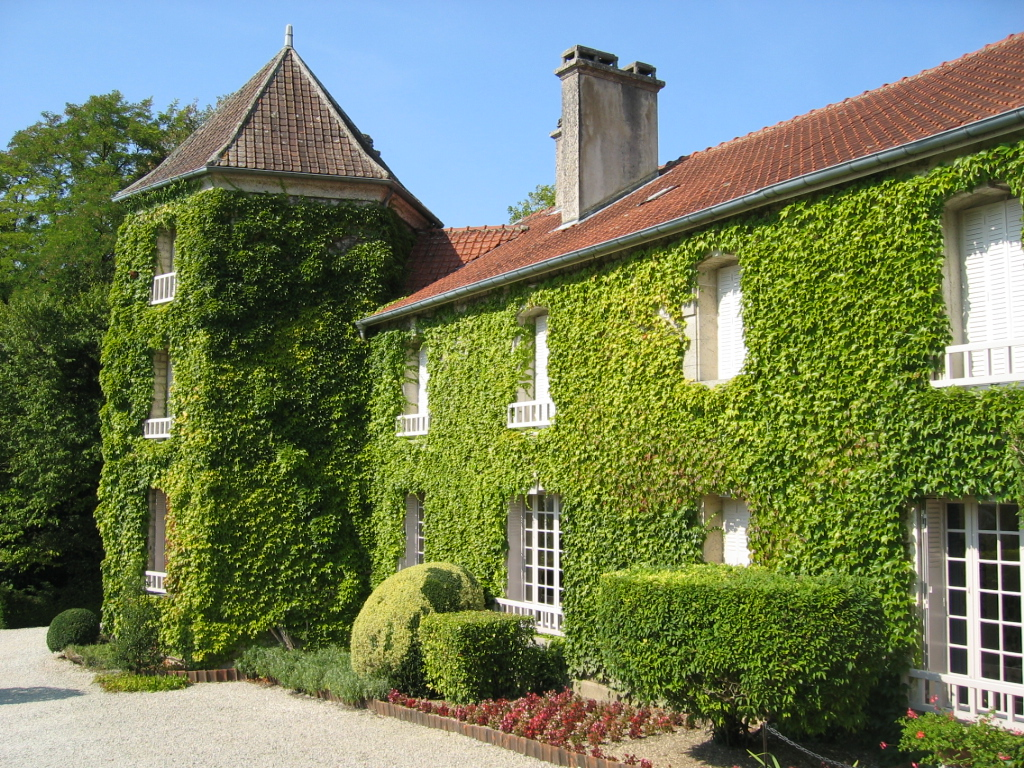
샤를 드 골 생가